# نيكلاس ستولز
نيكلاس ستولز (بالألمانية: Niklas Stolze؛ مواليد 28 ديسمبر 1992) هو مُقاتل فنون قتالية مختلطة ألماني.

## وصلات خارجية
لا توجد روابط لمواقع التواصل الاجتماعي.

- نيكلاس ستولز على موقع يو إف سي (الإنجليزية)
- نيكلاس ستولز على موقع شيردوغ (الإنجليزية)